# ローブ・クラシカルライブラリー

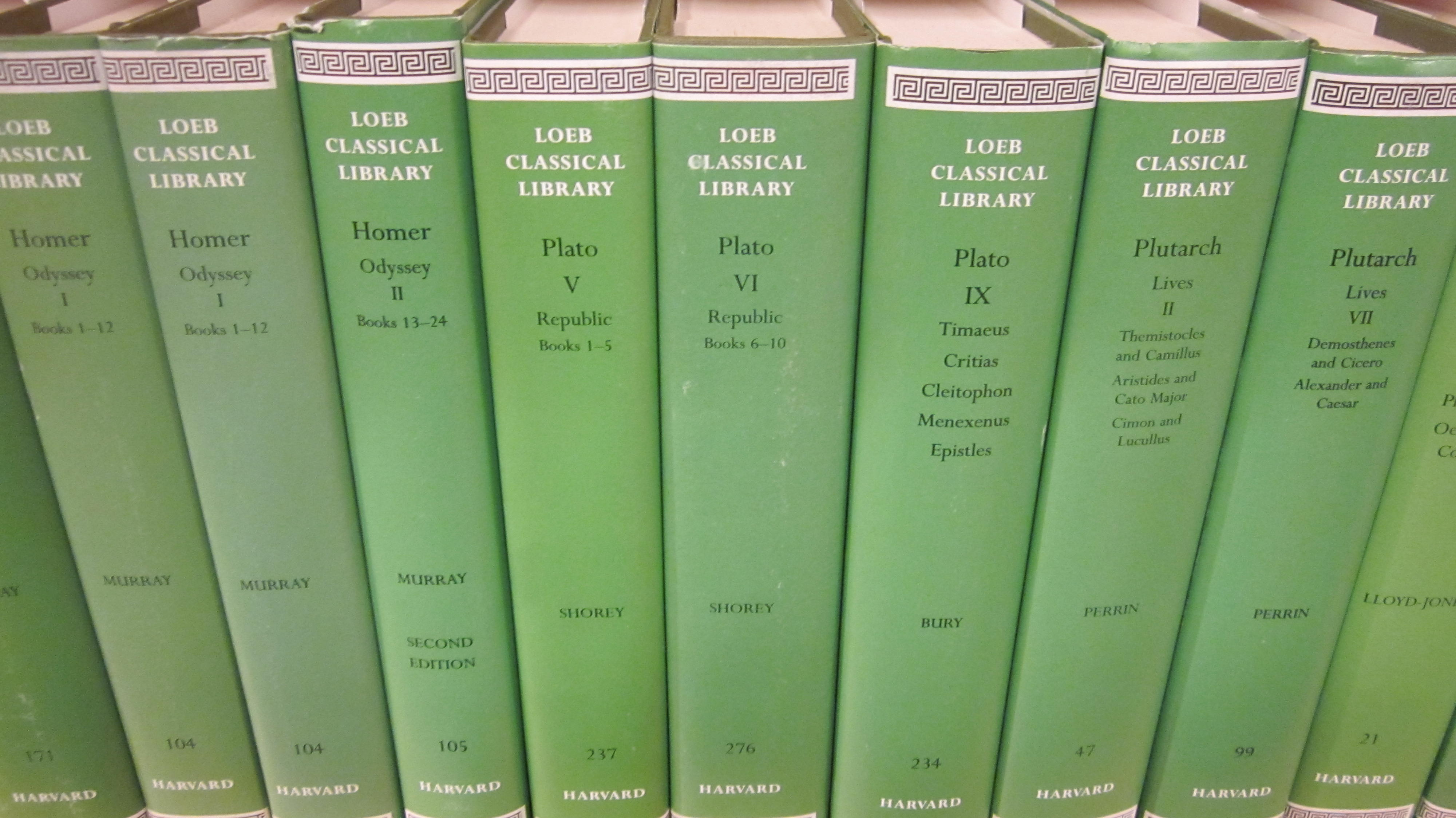
緑のギリシャ語

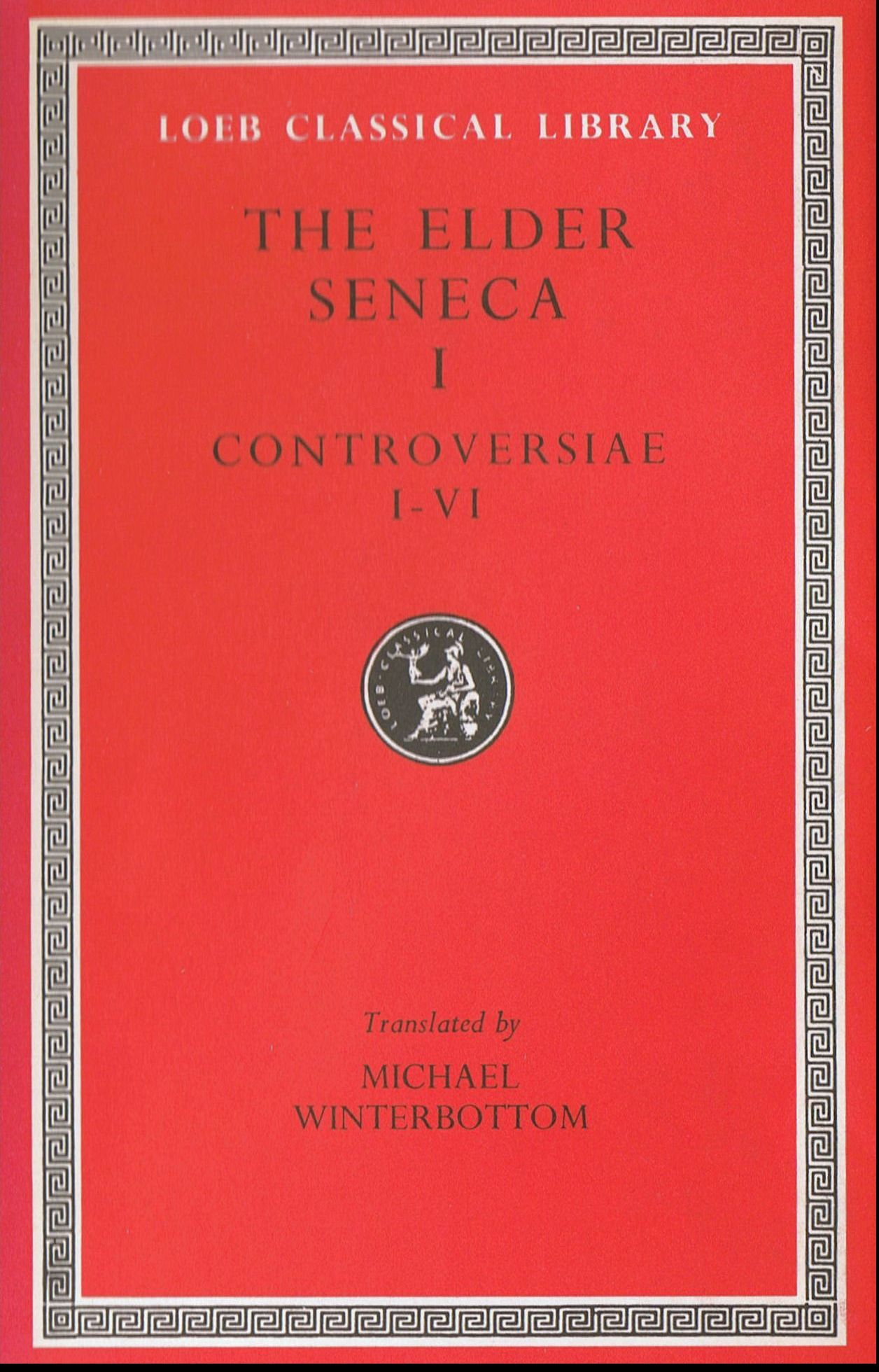
赤いラテン語

ローブ・クラシカルライブラリー（英語: The Loeb Classical Library; [loʊb]、ローブ古典文庫、ローブ古典叢書、「ローブ」は「ロウブ」「ロエブ」などとも）は、ハーバード大学出版局から刊行されている、古代ギリシア語・ラテン語古典の英語対訳叢書である。
英語との対訳もあって広く普及しており、初学者が古典にふれるのを助けている。収録する文献は豊富で、古代ギリシア・ローマの抒情詩、叙事詩、悲劇、歴史書、哲学書、古典的な弁論の記録、教父の著作などを収める。

## 歴史
アメリカの実業家、ジェームズ・ローブによって構想され、開始された。第1巻は、1912年にハイネマン社から刊行された。1933年にローブが没すると、ハーバード大学出版局に継承された。
当初からギリシア語文献は緑、ラテン語文献は赤の印象的な装幀のハードカバーで刊行されている。旧版の改訂・改訳も出ている。これらの刊行物の収益はハーバード大学の学部学生の奨学金の基金にあてられている。
1989年以降、ハーバード大学はこのシリーズに対する責任を意識するようになり、改訂を増加させている。
2001年には、このライブラリーの第3のシリーズの刊行が始まった。「イ・タッティ・ルネサンス叢書」（I Tatti Renaissance Library）がそれで、中世からルネサンスの主要な文献がシリーズとして刊行されることになっている。原語、通常はラテン語であるが、それと英語の翻訳の対照版で、ローブ・クラシックと同様の装幀で、青のカバーがそえられる。従来の版よりもやや大きな版になっている。
2014年からデジタル版（The digital Loeb Classical Library）も展開している。

## 関連文献
- 吉川斉「The digital Loeb Classical Library」、一般財団法人人文情報学研究所 監修『欧米圏デジタル・ヒューマニティーズの基礎知識』文学通信、2021年、ISBN 978-4-909658-58-6